# Бреликув (гмина Устшики-Дольне)
Бреликув (пол. Brelików) — деревня в Польше, входит в Подкарпатское воеводство, Бещадский повет, гмина Устшики-Дольне.
В 1975—1998 годах административно принадлежала к кросненскому воеводству.
Находится в долине реки Ванкувка, на северо-восток от Ольшаницы.
Бреликув был основан во второй половине XVII века. Первое упоминание о деревне относиться к 1676 году. Название от личного имени Брылик — по видимому имя основателя. Был основан как выселки села Ваньково.
Первоначально деревня принадлежала Константину Кшиштофу Вишневецкому, а затем с 1686 года, его сыну, краковскому каштеляну Янушу Антонию Вишневецкому, умершему в 1741 году. Как минимум с начала XX века и до 1945 года деревня принадлежала роду Хотинсцев. В 1939 году хозяева деревни успели убежать от наступающей Красной Армии, буквально в последнюю минуту.
Бреликув никогда не имел своей церкви, принадлежал к приходу греко-католическому в Ваньково и римско-католическому в Угерцах.
Согласно переписи 1921 года, в деревне было 68 домов и 540 жителей (371 греко-католик, 158 римско-католиков и 11 моисеевого вероисповедания), из них 220 человек записались как лица польской национальности. Украинцы были выселены в 1945-47 годах. На данный момент деревня в основном заселена польскими переселенцами.
В 1947 году в деревне открылась школа, ныне не функционирующая, из-за малого числа учеников. Тогда-же организован колхоз, развалившийся в начале 1990-х.

## Достопримечательности
На территории старого поместья (само поместье было сожжено отрядом УПА в 1946 году) сохранились строения развалившегося колхоза и жилые помещения. Сохранилось несколько домов довоенной постройки, среди них традиционный хутор, состоящий из одного здания.
На восточном краю деревни небольшая живописная часовенка, в окружении четырёх дубов.

## Источник
- Brelików (недоступная ссылка)